# Ottilie Wildermuth

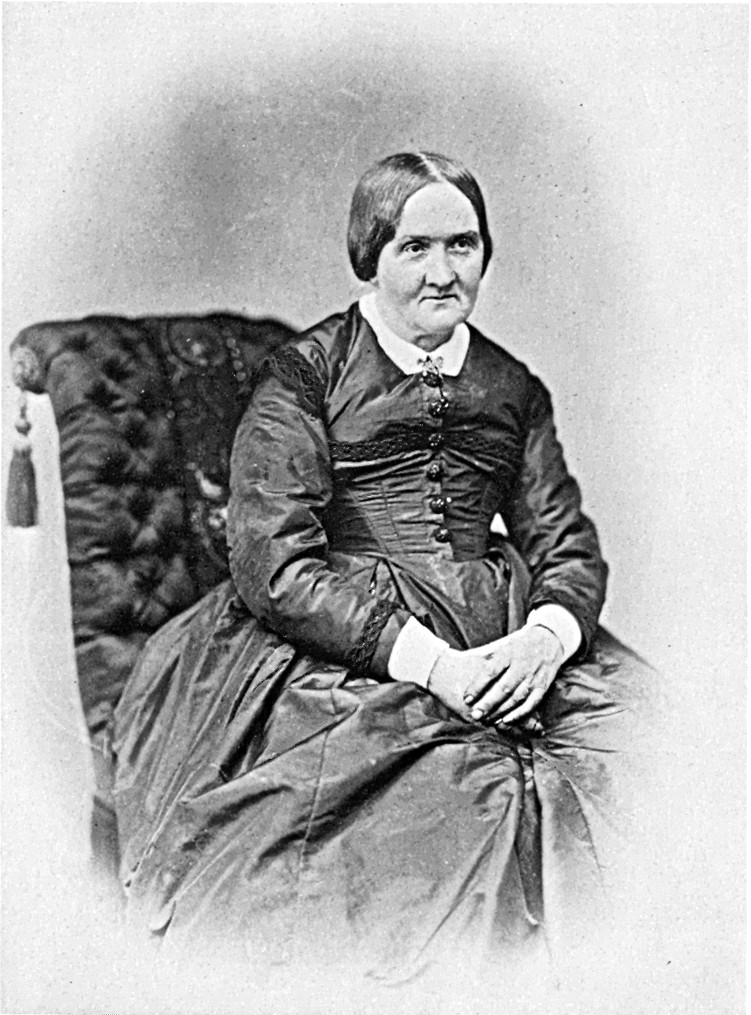
Ottilie Wildermuth, Porträtfoto von Paul Sinner 1870

Ottilie Wildermuth geb. Rooschütz (* 22. Februar 1817 in Rottenburg am Neckar; † 12. Juli 1877 in Tübingen) war eine württembergische Schriftstellerin und Jugendbuchautorin. Neben E. Marlitt und Marie Nathusius gehörte sie zu den meistgelesenen Schriftstellerinnen des 19. Jahrhunderts.

## Leben

### Frühe Jahre

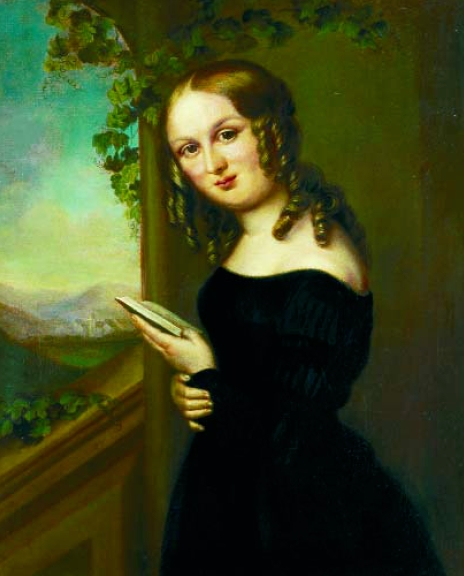
Ottilie Rooschütz, gemalt von Sophie Pilgram um 1835

Ottilie Rooschütz kam 1817 als Tochter des Kriminalrats Gottlob Christian Rooschütz (1785–1847) und seiner Ehefrau Leonore geb. Scholl (1796–1874) zur Welt. Getauft wurde sie evangelisch in der Rottenburger katholischen Stiftskirche St. Moriz, die auf königlichen Befehl damals als Simultankirche genutzt wurde. Sie war das älteste Kind der Familie, gefolgt von drei Brüdern. Sie wuchs in Marbach am Neckar auf, wohin ihr Vater nach seiner Beförderung zum Oberamtsrichter versetzt wurde. Schon früh zeigte sich ihr starker Wissensdrang. Sie erhielt zuerst Privatunterricht und besuchte dann bis zum 14. Lebensjahr die Volksschule. Im Sommer 1833 verbrachte die 16-Jährige sechs Monate in einer Hauswirtschaftsschule in der Residenzstadt Stuttgart, wo sie Kochen und Nähen lernte. Weitere Bildungsangebote erhielt sie nicht, sodass sie ihre literarischen Kenntnisse wie auch Englisch und Französisch im Selbststudium erlernte. Schon in jungen Jahren verfasste sie Gedichte und Geschichten.

### Tübingen
1843, im Alter von 26 Jahren, heiratete sie den zehn Jahre älteren Philologen Johann David Wildermuth (1807–1885). Dieser hatte nach längerem Aufenthalt als Hofmeister in Frankreich und England eine Anstellung als Professor für neuere Sprachen am Lyzeum in Tübingen, dem heutigen Uhland-Gymnasium, erhalten. Zum Freundeskreis des Ehepaares Wildermuth gehörten von Anfang an Ludwig Uhland und seine Frau, Emilie Auguste, geb. Vischer, Auguste Eisenlohr, die Tochter des Dorfpfarrers Gustav Feuerlein aus Wolfschlugen und ihr Ehemann Theodor Eisenlohr, die Familie des Dichters Karl Mayer, Karl August Klüpfel, Gustav Schwab und „wie üblich“, etliche Tübinger Universitätsprofessoren. Ihre vielseitige Bildung ermöglichte es Ottilie Wildermuth, an den Arbeiten ihres Mannes teilzunehmen.
Ottilie Wildermuth schloss sich mit Tübinger Frauen zu einem „Kranz“ zusammen, dem sie 34 Jahre lang bis zu ihrem Tode angehörte. Sie gab auch selbst Englischstunden für Mädchen, betätigte sich karitativ sowie als Hauswirtin für Untermieter. Mit weiteren Frauenvereinigungen und vor allem den protestantischen schwäbischen Zirkeln hielt sie engen Kontakt.
Von fünf Kindern, die sie zwischen 1844 und 1856 zur Welt brachte, überlebten die Töchter Agnes und Adelheid und der Sohn Hermann. 1847 nahm sie ihre verwitwete Mutter in ihrem Haus auf und pflegte diese hier, bis diese 1874 starb.
Sie unternahm regelmäßig kleinere Reisen ins Elsass sowie in die Schweiz, nach Baden-Baden und Holstein. Ab ihrem 50. Lebensjahr wurde ihre Gesundheit durch ein wiederkehrendes Nervenleiden stark angegriffen.

### Schriftstellerin

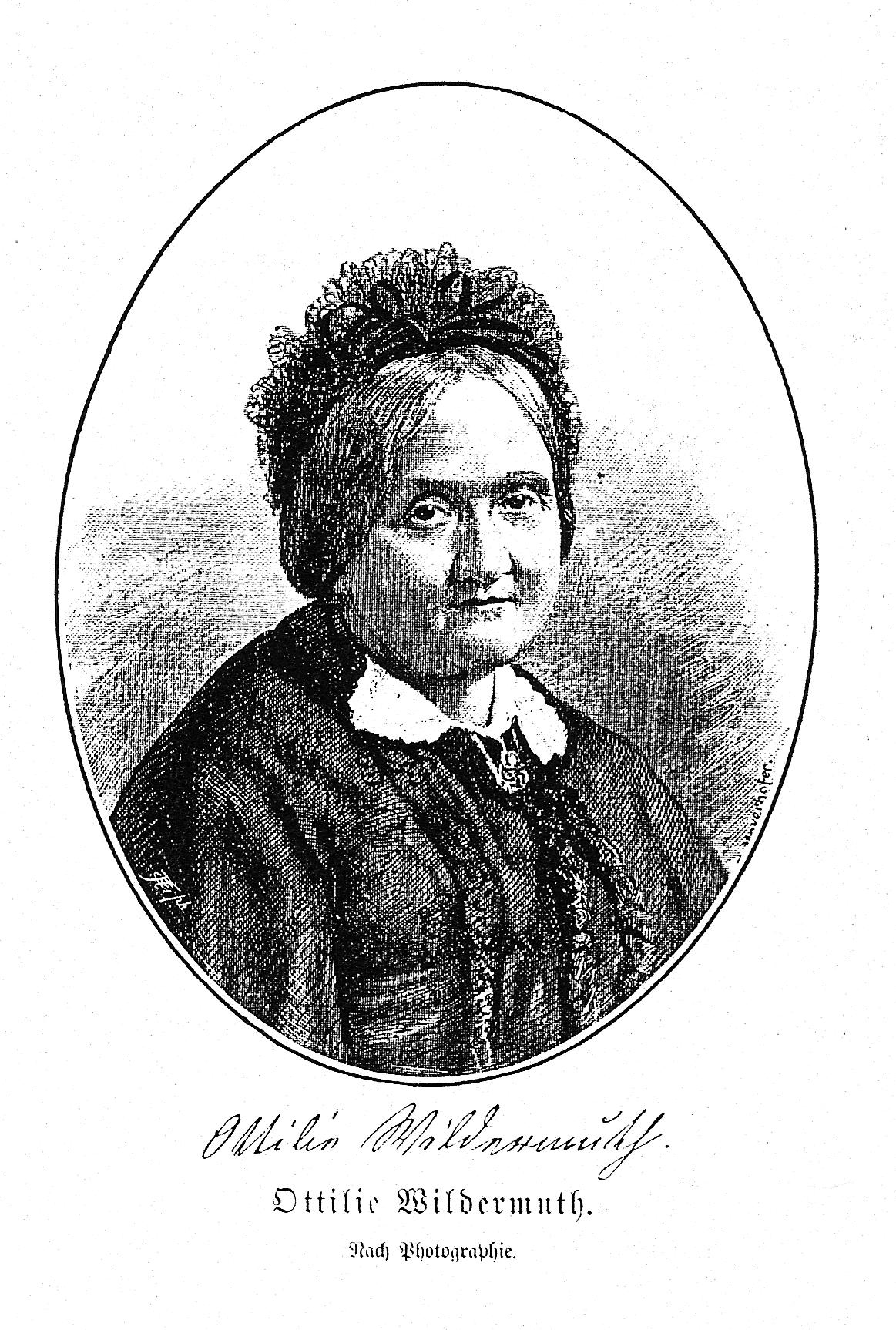
Ottilie Wildermuth, Stich nach einer Fotografie aus dem Bilderatlas zur Geschichte der deutschen Nationallitteratur von Gustav Könnecke, Marburg 1895

1847 schickte Ottilie Wildermuth erstmals eine Geschichte mit dem Titel Die alte Jungfer an Cottas Morgenblatt. Nachdem diese zum Druck angenommen worden war, schrieb sie weitere Erzählungen, Novellen, Lebensbilder, Familien- und Jugendgeschichten, idyllische Schilderungen protestantischen schwäbischen Lebens, deren Stoffe sie aus ihrem näheren Umkreis bezog. Die vielgelesenen Familienzeitschriften (Daheim, Die Gartenlaube und mehr als ein Dutzend weitere) druckten ihre dem Publikumsgeschmack entsprechenden Geschichten ab und machten sie zur bekanntesten Schriftstellerin ihrer Zeit, die quer durch alle Gesellschaftsschichten gelesen wurde. 1871 erhielt sie die große goldene Medaille für Kunst und Wissenschaft des Königreichs Württemberg.
Im Jahr 1876 gab sie den vom Verlag Kröner gegründeten Jahresband Der Jugendgarten – Eine Festschrift für Knaben und Mädchen heraus. Später übernahmen ihre Töchter Agnes Willms und Adelheid Wildermuth die Herausgabe.

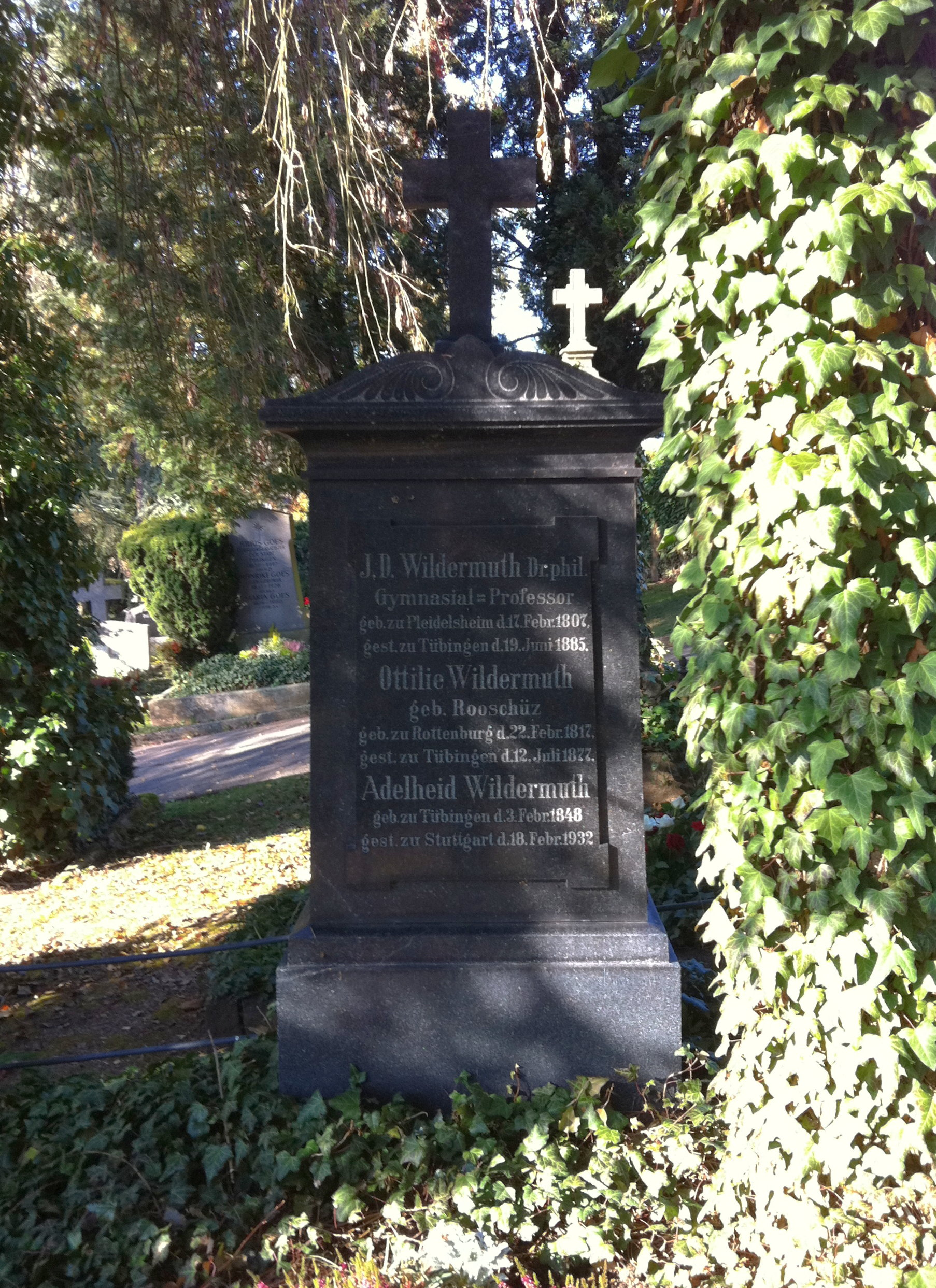
Grab der Familie Wildermuth auf dem Tübinger Stadtfriedhof

Am 12. Juli 1877 erlag Ottilie Wildermuth im Alter von 60 Jahren einem Schlaganfall. Sie wurde auf dem Stadtfriedhof in Tübingen beerdigt. In dem Familiengrab sind auch ihr Ehemann und die Tochter Adelheid bestattet.

## Werke (Buchausgaben)
- Bilder und Geschichten aus dem schwäbischen Leben. Verlag Adolph Krabbe, Stuttgart 1852 (Digitalisat der Universitätsbibliothek J. C. Senckenberg).
- Aus der Kinderwelt. Bilder von Gustav Süß und Ferdinand Rothbarth. Mit Erzählungen von Ottilie Wildermuth. Verlag Eduard Hallberger, Stuttgart 1853 (Digitalisat der Staatsbibliothek zu Berlin).
- Neue Bilder und Geschichten von Schwaben. Verlag Adolph Krabbe, Stuttgart 1854 (Digitalisat in der Google-Buchsuche).
- Olympia Morata. Ein christliches Lebensbild. Verlag C. P. Scheitlin'sche Verlagsbuchhandlung, Stuttgart 1854 (Digitalisat in der Google-Buchsuche).
- Erzählungen und Märchen für die Jugend. Verlag Gebr. Scheitlin, Stuttgart 1855, OCLC 551239908 (Digitalisat der Staatsbibliothek zu Berlin – Neuauflage von 1865 als Von Berg und Tal).
- Aus dem Frauenleben. Erzählungen. Verlag Adolph Krabbe, Stuttgart 1855, OCLC 551240790.
- Aus dem Frauenleben. Zweiter Band. Verlag Adolph Krabbe, Stuttgart 1857 (Digitalisat in der Google-Buchsuche).
- Auguste. Ein Lebensbild. Verlag Adolph Krabbe, Stuttgart 1858, OCLC 257577605 (Digitalisat der Bayerischen Staatsbibliothek).
- Die Heimath der Frau. Verlag Adolph Krabbe, Stuttgart 1859 (Digitalisat in der Google-Buchsuche).
- Aus Schloß und Hütte. Erzählungen für Kinder von 8 bis 12 Jahren. Verlag Adolph Krabbe, Stuttgart 1860 (Digitalisat im Internet Archive).
- Im Tageslicht. Bilder aus der Wirklichkeit. Verlag Adolph Krabbe, Stuttgart 1861 (Digitalisat in der Google-Buchsuche).
- Dichtungen. Verlag C. Detloff, Basel 1863, OCLC 890121174 (Digitalisat in der Google-Buchsuche).
- Lebensrätsel. Gelöste und ungelöste. Verlag Adolph Krabbe, Stuttgart 1863.
- Jugendgabe. Erzählungen für Kinder von 8 bis 12 Jahren. Verlag Adolph Krabbe, Stuttgart 1864 (Digitalisat einer Ausgabe von 1867, HathiTrust).
- Kindergruß. Erzählungen für Kinder von 8 bis 12 Jahren. Verlag Adolph Krabbe, Stuttgart 1864, OCLC 1414293829 (Digitalisat der Staatsbibliothek zu Berlin).
- Erzählungen. Zwickau 1866.
- Der Einsiedler im Walde. Eine Weihnachtsgeschichte aus Amerika. 1867.
- Perlen aus dem Sande. Erzählungen. Verlag Adolph Krabbe, Stuttgart 1867, OCLC 839076509 (Digitalisat in der Google-Buchsuche).
- Für Freistunden. Erzählungen für die Jugend. Verlag Adolph Krabbe, Stuttgart 1868 (Digitalisat der 2. Auflage von HathiTrust).
- Zur Dämmerstunde. Erzählungen. Verlag Adolph Krabbe, Stuttgart 1871, OCLC 643134513 (Digitalisat in der Google-Buchsuche).
- Jugendschriften (22 Bände, 1871–1900).
  - Ein einsam Kind. Die Wasser im Jahre 1824. Zwei Erzählungen, Krabbe Stuttgart 1880 (Digitalisat).
  - Drei Schulkameraden. Der Spiegel der Zwerglein (Zwei Erzählungen).
  - Eine seltsame Schule. Bärbeles Weihnachten (Zwei Erzählungen).
  - Eine Königin. Der Kinder Gebet (Zwei Erzählungen).
  - Spätes Glück. Die drei Schwestern vom Walde (Zwei Erzählungen).
  - Die Ferien auf Schloß Bärenburg. Der Sandbub′ oder Wer hat′s am besten? (Zwei Erzählungen).
  - Cherubino und Zephirine. Kann sein, ′s ist auch so recht (Zwei Erzählungen).
  - Brüderchen und Schwesterchen. Der Einsiedler im Walde (Zwei Erzählungen).
  - Der Peterli vom Emmenthal. Zwei Märchen für die Kleinsten.
  - Krieg und Frieden. Emmas Pilgerfahrt (Zwei Erzählungen).
  - Das braune Lenchen. Des Königs Patenkind (Zwei Erzählungen).
  - Nach Regen Sonnenschein. Frau Luna. Das Bäumlein im Walde (Drei Erzählungen).
  - Die Nachbarskinder. Kordulas erste Reise. Balthasars Äpfelbäume.
  - Die wunderbare Höhle. Das Steinkreuz. Unsre alte Marie.
  - Der kluge Bruno. Eine alte Schuld. Heb’ auf, was Gott dir vor die Tür legt.
  - Elisabeth. Die drei Christbäume. Klärchens Genesung. Das Feenthal.
  - Vom Armen Unstern. Eine wahrhafte Geschichte.
  - Es ging ein Engel durch das Haus. Des Herrn Pfarrers Kuh. Die erste Seefahrt (Drei Erzählungen).
  - Schwarze Treue (Erzählung).
  - Das Osterlied. Die Kinder der Heide (Zwei Erzählungen).
  - Hinauf und Hinab (Erzählung).
  - Der rote Hof. Eine Geschichte aus der Marsch.
- Kinder-Glückwünsche (3 Bände).
  - Zum Geburtstag. 1874.
  - Zu Weihnachten und Neujahr, 1875.
  - Zu Polterabend und Hochzeit, 1875.
- Aus Nord und Süd. Erzählungen, 1874.
- Ottilie Wildermuths Werke. 8 Bände. Krabbe, Stuttgart 1862 (Band 1, Band 2,  Band 3, Band 4, Band 5, Band 6, Band 7, Band 8).

### Mitwirkung
- Mitarbeit zu: Erzählungen für den Sylvesterabend, 1860.
- Sonntag – Nachmittage Daheim. Betrachtungen für häusliche Erbauung. Nach dem Englischen, 1860 (Digitalisat).
- Vorwort zu: Anna von Wächter: Der weibliche Beruf. Gedanken einer Frau. Frei nach dem Englischen, 1861.
- Herausgeberin: Der Jugendgarten. Eine Festausgabe für die deutsche Jugend (22 Bände 1876–1896, fortgeführt von Wildermuths Töchtern).

### Veröffentlichungen aus dem Nachlass
- Mein Liederbuch, Kröner, Stuttgart 1877 (Digitalisat).
- Beim Lampenlicht, Kröner, Stuttgart 1878 (Digitalisat).
- Die Salome weiss Rath! Klein, Bremen 1879.
- Kleine Geschichten, Union Deutsche Verlagsgesellschaft, Stuttgart 1880.

## Ehrungen

### Denkmal und Gedenktafel

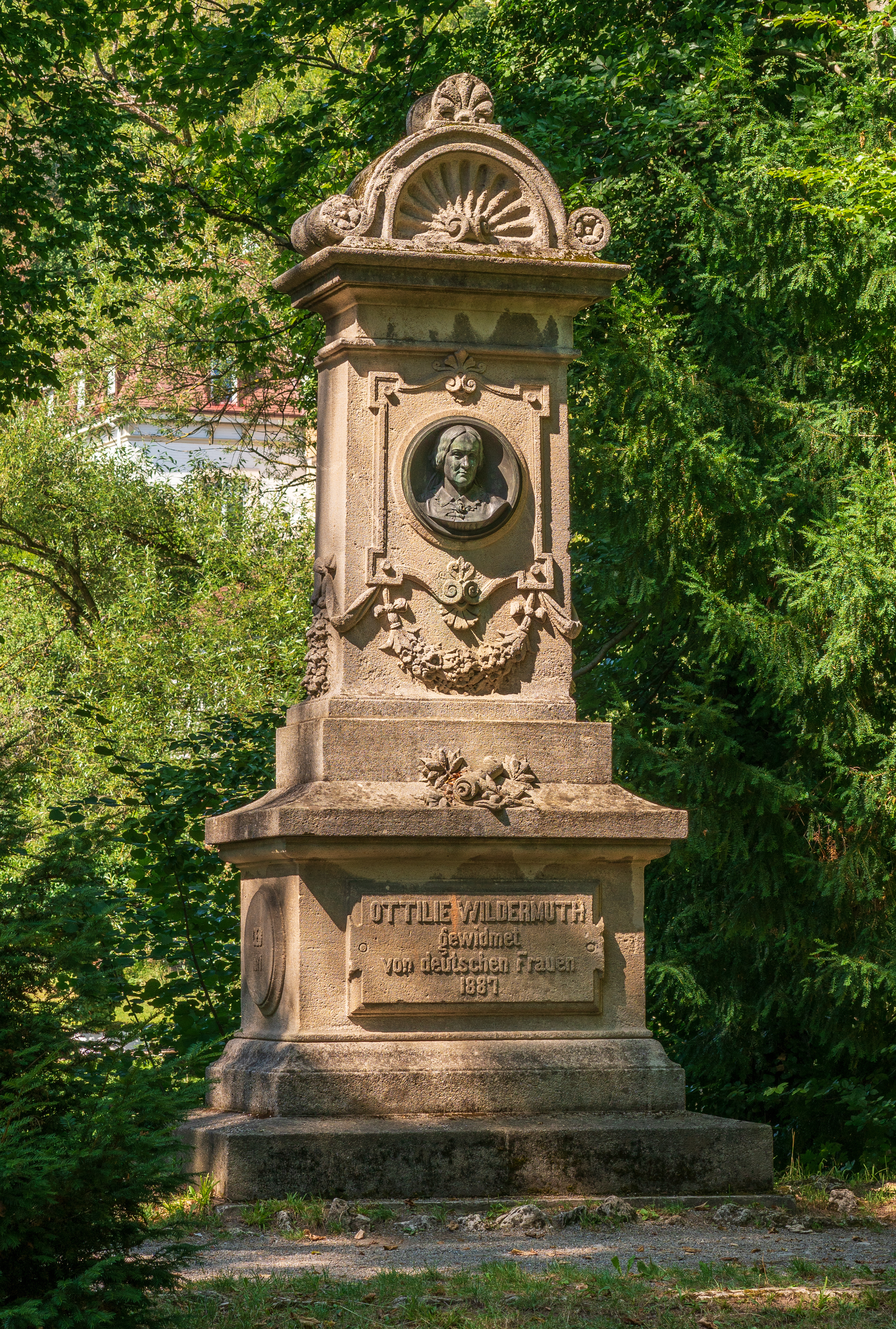
Wildermuth-Denkmal in Tübingen

1887, zehn Jahre nach ihrem Tod, wurde das Ottilie-Wildermuth-Denkmal in Tübingen enthüllt. Es befindet sich auf der Neckarinsel in der Nähe der Alleenbrücke. Das mehrstufige Denkmal enthält ein Hochrelief-Tondo von Wilhelm Rösch und im unteren Bereich eine Tafel, laut der das Denkmal Ottilie Wildermuth „von deutschen Frauen“ gewidmet wurde. Es war auf Betreiben von Mathilde Weber gebaut und mit zahlreichen Spenden finanziert worden.
An dem Haus in Marbach am Neckar, in dem Ottilie Wildermuth mit ihrer Familie von 1825 bis 1839 gewohnt hatte, ist eine Gedenktafel angebracht.

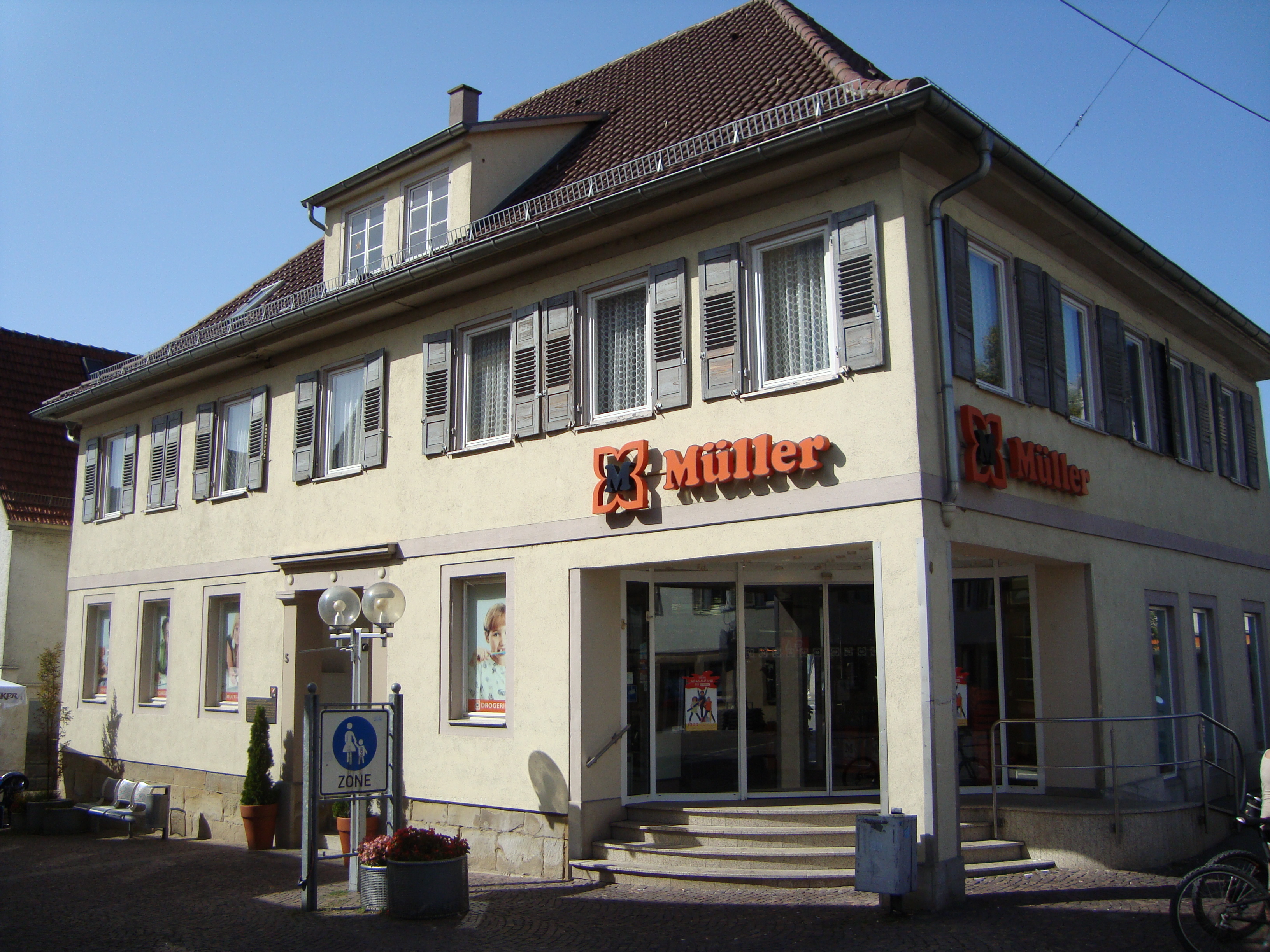
Ottilie Wildermuths ehemaliges Wohnhaus in Marbach am Neckar
Gedenktafel am ehemaligen Wohnhaus in Marbach am Neckar

### Namensgeberin
Das 1927 errichtete Wildermuth-Gymnasium in Tübingen wurde bei der Fertigstellung nach ihr benannt. Nach ihr wurden zudem mehrere Straßen benannt, so z. B. die Wildermuthstraße in Bremen, Ebersberg, Ennepetal, Hechingen, Ludwigshafen, Marbach, München, Tübingen und Weinsberg, der Wildermuthweg in Hannover und Stuttgart, der Wildermuthring in Hamburg, die Ottilie-Wildermuth-Straße in Frankfurt am Main und Nürtingen und in der Ottilie-Wildermuth-Weg in Mühlacker. An der 1901 nach ihr benannten Ottilienstrasse in Zürich erinnert eine Hinweistafel an sie.

## Trivia
Der Politiker Eberhard Wildermuth war ihr Enkel. Der Basketball-Funktionär Burkhard Wildermuth war ihr Urenkel.